# 9e régiment de chevau-légers lanciers
Le 9e régiment de chevau-légers lanciers est une unité de cavalerie française issue du 30e régiment de chasseurs à cheval. Elle combat sous le Premier Empire.

## Création et différentes dénominations
- Création du 9e régiment de chevau-légers lanciers par changement de nom du 30e régiment de chasseurs à cheval lors de la réforme des corps de cavalerie en 1811[1].
- Le 9e régiment de chevau-légers lanciers est dissous en mai 1814, au début de la première Restauration.

## Chefs de corps
- 1811-Juillet 1813 : Martin Gobrecht
- Juillet 1813-Septembre 1813 : Jan Fredro
- Septembre 1813-Mai 1814 : Gaspard Hug

## Historique
Le 9e régiment de chevau-légers lanciers est formé par décret impérial du 18 juin 1811 du 30e régiment de chasseurs à cheval.

Il fait la campagne de 1811 au corps d'observation de l'Elbe et en garnison à Hambourg.

Le 9e régiment de chevau-légers lanciers fait la campagne de Russie de 1812 au corps d'observation de l'Elbe et au 1er corps de cavalerie de réserve de la Grande Armée et participe aux batailles de Vitebsk, d'Ostrowno, de la Moskowa et de la Bérézina.

Il fait la campagne de 1813 en Allemagne, au 1er corps de cavalerie de réserve de la Grande Armée, avec lequel il participe aux batailles de Mockern et de Kulm.

En 1814, il est en France, toujours affecté au 1er corps de cavalerie de réserve de la Grande Armée, ou il participe, le 14 février, à la bataille de Vauchamps.

Le régiment est dissous en mai 1814, au début de la première Restauration.

## Personnalités

### Gaspard Hug
Né le 7 janvier 1772 à Thann, Gaspard Hug entre dans la carrière militaire en avril 1794 en tant que cavalier au 2e régiment de hussards avec lequel il effectue les campagnes de 1794 à 1801 en Allemagne. Il est nommé caporal en septembre 1794, sergent en 1796, sergent-major en 1797, sous-lieutenant en 1800 avant d'être promu lieutenant et aide de camp du général Bonnet en 1801.

À la fin de l'année 1801, il est muté au 5e régiment de hussards avec lequel il effectue les campagnes de 1802, 1803 et 1804 dans le Hanovre puis celle de 1805, 1806, et 1807 avec la Grande Armée ou il se distingue au cours de plusieurs batailles lui permettant d'être décoré de la croix de chevalier de la Légion d'honneur le 14 mars 1806 et d'être promu major au 8e régiment de chasseurs à cheval en 1807.

Durant la campagne de 1809, il combat en Italie et en Autriche et s'illustre durant la bataille de Wagram durant laquelle il est blessé. Il reçoit la croix de la Légion d'honneur et est fait chevalier de l'Empire en 1809 et est promu lieutenant-colonel au 7e régiment de chevau-légers lanciers en 1811.

Après avoir servi en 1812 dans la 32e région militaire, il est promu colonel, en septembre 1813, et prend le commandement du 9e régiment de chevau-légers lanciers avec lequel il sera fait prisonnier, durant la campagne de 1814, en défendant Hambourg.

Libéré, il est nommé colonel du 11e régiment de cuirassiers, durant la première Restauration, puis mis à la retraite lors de la seconde Restauration.

Il meurt le 18 juin 1820.